# Šuljkovac
Šuljkovac (en serbe cyrillique : Шуљковац) est un village de Serbie situé sur le territoire de la ville de Jagodina, district de Pomoravlje. Au recensement de 2011, il comptait 636 habitants.

## Démographie
| 1948 | 1953 | 1961  | 1971 | 1981 | 1991 | 2002 | 2011 |
| ---- | ---- | ----- | ---- | ---- | ---- | ---- | ---- |
| 958  | 997  | 1 001 | 925  | 881  | 798  | 695  | 636  |

|  |